# Liste der Monuments historiques in Hauteville-lès-Dijon
Die Liste der Monuments historiques in Hauteville-lès-Dijon führt die Monuments historiques in der französischen Gemeinde Hauteville-lès-Dijon auf.

## Liste der Immobilien
| Bezeichnung       | Beschreibung                                                   | Standort           | Kennzeichnung | Schutzstatus | Datum | Bild           |
| ----------------- | -------------------------------------------------------------- | ------------------ | ------------- | ------------ | ----- | -------------- |
| Fort d’Hauteville | Befestigung des Système Séré de Rivières, 1877 bis 1880 erbaut | Rue du Fort (Lage) | PA21000038    | Inscrit      | 2006  | weitere Bilder |

## Liste der Objekte
| Bezeichnung                                  | Beschreibung                                             | Standort                       | Kennzeichnung | Schutzstatus | Datum | Bild |
| -------------------------------------------- | -------------------------------------------------------- | ------------------------------ | ------------- | ------------ | ----- | ---- |
| Skulptur Madonna mit Kind                    | Holz, 15. Jahrhundert                                    | in der Kirche St-Pierre (Lage) | PM21001320    | Classé       | 1966  |      |
| Skulptur Thibaut Moisson                     | Kalkstein, farbig gefasst, um 1552                       | in der Kirche St-Pierre (Lage) | PM21001321    | Classé       | 1966  |      |
| Gemälde Petrus wird von einem Engel gerettet | Ölfarbe auf Leinwand, 1724 von Jean-Baptiste Bernard     | in der Kirche St-Pierre (Lage) | PM21001322    | Classé       | 1976  |      |
| Skulptur Petrus                              | Kalkstein, farbig gefasst, 16. Jahrhundert               | in der Kirche St-Pierre (Lage) | PM21001323    | Classé       | 1976  |      |
| Ausmalung eines Raums als Kapelle            | zwischen 1940 und 1944                                   | im Fort d’Hauteville (Lage)    | PM21003063    | Inscrit      | 2006  |      |
| Skulptur Heiliger Sebastian                  | Stein, farbig gefasst, erste Hälfte des 16. Jahrhunderts | in der Kirche St-Pierre (Lage) | PM21003609    | Inscrit      | 1978  |      |